# Rio Negro (Mato Grosso del Sur)
Río Negro es un municipio brasileño del estado de Mato Grosso do Sul. Su población se estima en 5.305 habitantes en 2006 y su área es 1.808 km².